# Хидравлично спасително устройство
Хидравлично спасително устройство, наричано още „Челюстите на живота“, е хидравлично-механично устройство, използвано от спасителни екипи, предимно при автомобилни катастрофи, с помощта на което се разпъват деформираните ламарини на превозното средство и се получава достъп до пострадалите хора.
Наричано е „Челюстите на живота“ отначало предимно в САЩ и Канада а по-късно и по целия свят, тъй като ежедневно спасява човешки животи.
Устройството работи с помощта на хидравлична помпа, задвижвана от двигателя на спасителния автомат. Работата извършва хидравличен цилиндър, който под въздействието на високо налягане се движи в една посока, след което се връща в начално положение.

## История
Преди да бъде създадено „хидравличното спасително устройство“, спасителните екипи отварят даформираните превозни средства с помощта на ъглошлайф, задвижван от бензинов двигател, но този метод показва в течение на много години, че е опасен, поради искрите които хвърля при работа. Точно тези искри крият опасност от пожар, поради възможния разлив на горива при пътен инцидент.
Спасителните екипи имат нужда от устройство, което да е безопасно за пострадалите, спасителните работи и природата.
В началото на 70-те години на ХХ век, американската компания Hurst Performance започва да произвежда тези устройства.
В сравнение с ъглошлайфа, хидравличното устройство работи бързо, безопасно, може да реже, разпъва и повдига превозните средства.